# Puskás Ferenc Stadion (metropolitana di Budapest)
La Puskás Ferenc Stadion metróállomás (lett. "Stazione di stadio Ferenc Puskás"), precedentemente nota come Népstadion metróállomás (1970-2004) e come Stadionok metróállomás (2004-2011), è una stazione della metropolitana di Budapest a servizio della linea M2.

## Storia

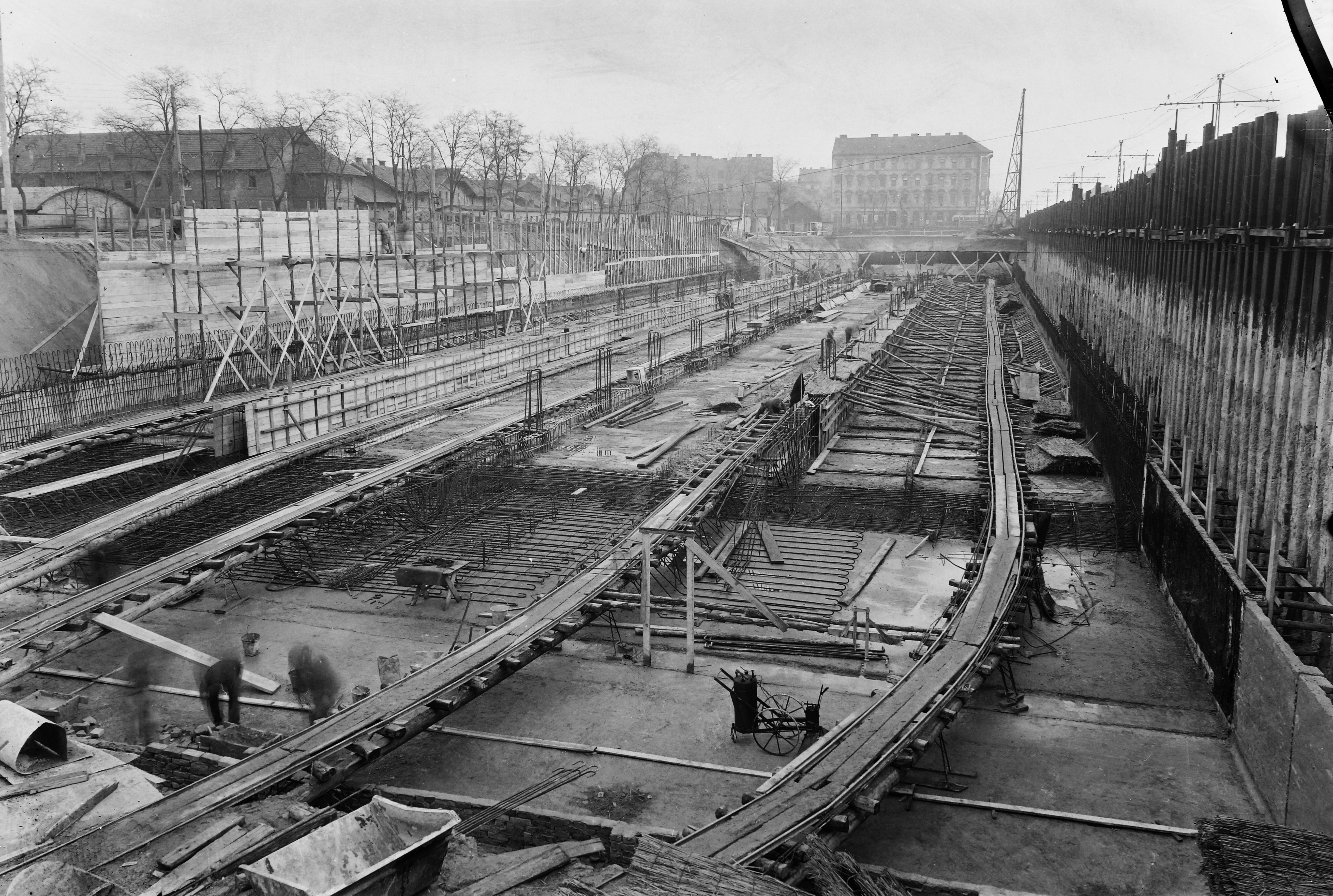
La stazione in costruzione nel 1951.

Nel 1950, il Consiglio dei ministri ungherese autorizzò la costruzione della nuova linea M2 della metropolitana di Budapest, e tra le stazioni previste, quella destinata a servire l'area del Népstadion, fu concepita come uno dei punti centrali della linea. Non doveva essere solo una struttura funzionale, ma anche un'opera architettonica e artistica di grande rilievo. Secondo il progetto elaborato dall’architetto Nyiri István, la stazione si sarebbe sviluppata sotto terra per una lunghezza di 180 m, sovrastata da un imponente edificio a due cupole separate da un cortile lungo 60 m, con una fontana al centro. Il complesso, oltre a collegare pedonalmente il vicino stadio attraverso il viale Dromosz, era stato pensato anche come nodo di trasporto, ospitando il capolinea della BHÉV di Gödöllő.
Un progetto alternativo dello stesso anno, firmato dagli architetti Miskolczy László e Ránki József, proponeva un edificio meno monumentale, ispirato alla stazione di Hűvösvölgy del 1949, da loro progettata in precedenza. Tuttavia, fu scelto il progetto di Nyiri per la sua maggiore adeguatezza agli scopi rappresentativi richiesti dell'epoca.
Il progetto della stazione prevedeva numerosi elementi decorativi e opere d'arte. Sei statue alte 2,7 m avrebbero adornato il cortile, raffigurando atleti come un pugile, una nuotatrice, uno schermidore, una tennista e un calciatore, oltre a due statue equestri poste alle estremità. Tra gli artisti coinvolti figuravano Fekete Géza, Ferenczy Béni, Kamocsai István e Pátzay Pál. All’interno delle biglietterie, rivestite in marmo verde, erano previste sculture alte 3 m come Honvédelem, realizzata da Buza Barna, e Szocialista Művészet és Tudomány, opera di Kerényi Jenő e Tarr István. I soffitti delle cupole avrebbero ospitato rilievi monumentali che celebravano temi legati alla vita militare, all'arte, allo sport e alla scienza, realizzati da un collettivo di artisti tra cui Ambrózi Sándor e Pál Mihály. Le colonne che separavano i binari sarebbero state decorate con mosaici che rappresentavano varie discipline sportive, mentre due grandi affreschi di 100 m quadrati ciascuno, realizzati da Szőnyi István e Bernáth Aurél, avrebbero illustrato il legame tra sport e vita quotidiana e la vita dei lavoratori.
Nonostante le ambizioni del progetto, entro il 1954 solo il 35-38% della linea era stato completato. Le difficoltà economiche portarono alla sospensione dei lavori, lasciando la stazione di Népstadion incompiuta. Quando, negli anni sessanta, la costruzione della linea riprese, si decise di estendere il percorso fino a Örs vezér tere e di demolire l'edificio a due cupole originariamente progettato per la stazione.
Così come per le altre stazioni della linea M2, quella di Puskás Ferenc Stadion venne inaugurata il 2 aprile 1970, come parte del tragitto inaugurale da Deák Ferenc tér a Örs vezér tere.

## Strutture e impianti

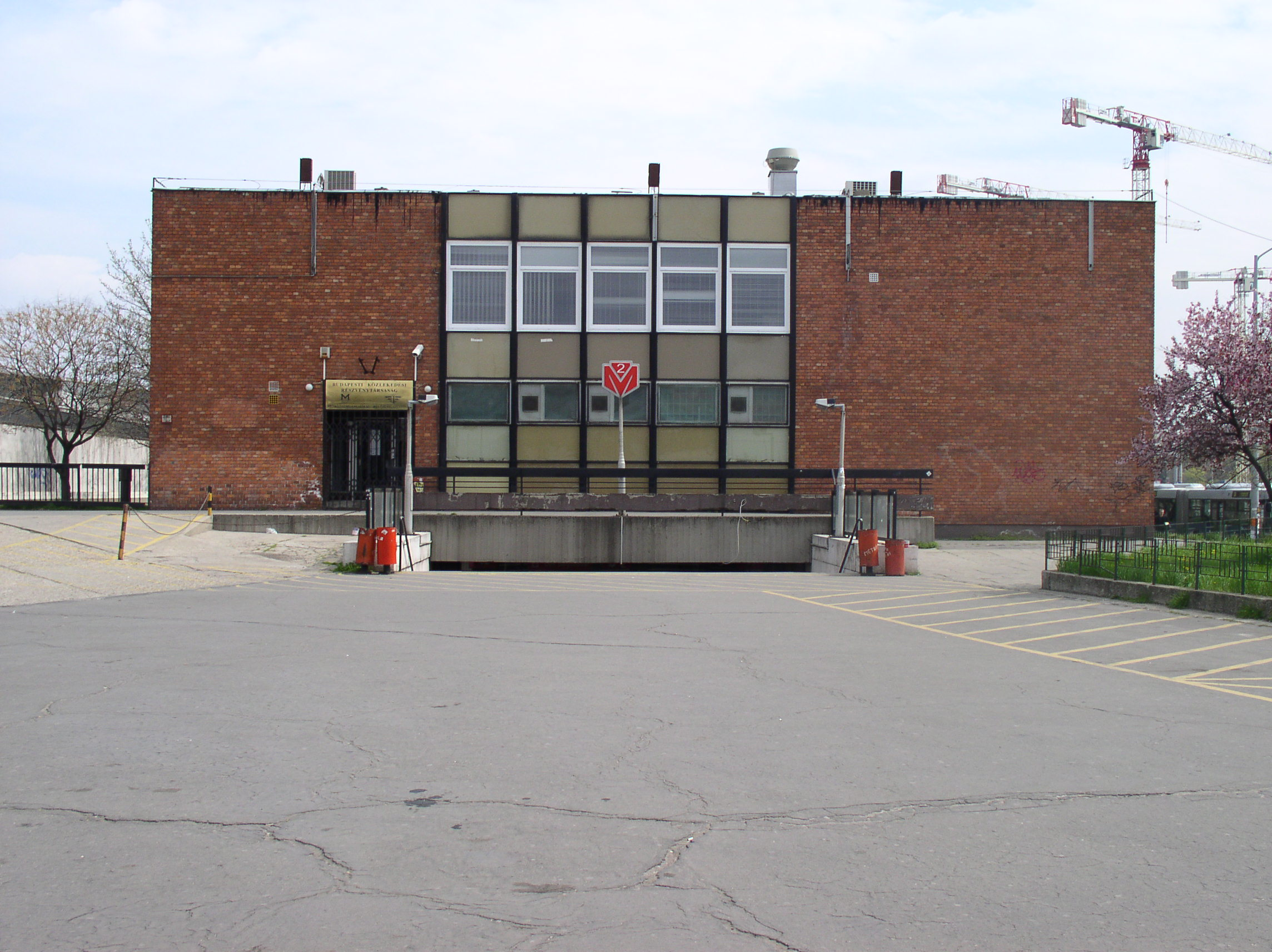
Lo Stadionok Irodaház e l'entrata della stazione.

Nella superficie al di sopra della stazione, proprio dove avrebbero dovuto essere presente le cupole previste dai progetti iniziali, sorse in contemporanea alla stazione lo Stadionok Irodaház. La struttura venne utilizzata per più di trent'anni, dal 1970 al 2008, fungendo come spazi per gli uffici della BKV e dell'ufficio dei trasporti.
Sulla stessa superficie, nel gennaio 2024 è stato approvato un progetto per cui è prevista la demolizione dell'edificio esistente e l'utilizzo dei 29000 m² di superficie utile per ospitare spazi commerciali e di servizio, un'area ristorazione, uffici e un albergo.

## Interscambi
Nelle vicinanze della stazione effettuano fermata numerose linee urbane automobilistiche, filoviarie e tranviarie, gestite da BKV.
- Stazione ferroviaria (Budapest Orientale)
- Fermata tram
- Fermata filobus
- Fermata autobus